# Margaret Ashton
Pour les articles homonymes, voir Ashton.
Margaret Ashton (19 janvier 1856 - 15 octobre 1937) est une suffragiste, femme politique locale, pacifiste et philanthrope britannique. Elle est conseillère municipale de Manchester de 1908 à 1921, première femme élue à cette fonction à Manchester.

## Biographie
Margaret Ashton naît à Withington le 19 janvier 1856, troisième d'une fratrie de neuf enfants. Elle naît dans une famille unitarienne et libérale, fille d'Elizabeth, dont le père est originaire de Rhode Island, et de Thomas Ashton (en), manufacturier en coton. Son frère aîné, Thomas Ashton (en) est un homme politique. Elle est éduquée à domicile.
Elle est candidate aux élections du conseil municipal de Manchester et, en 1908, elle est élue conseillère de la circonscription de Manchester Withington. Elle perd son siège en 1921.

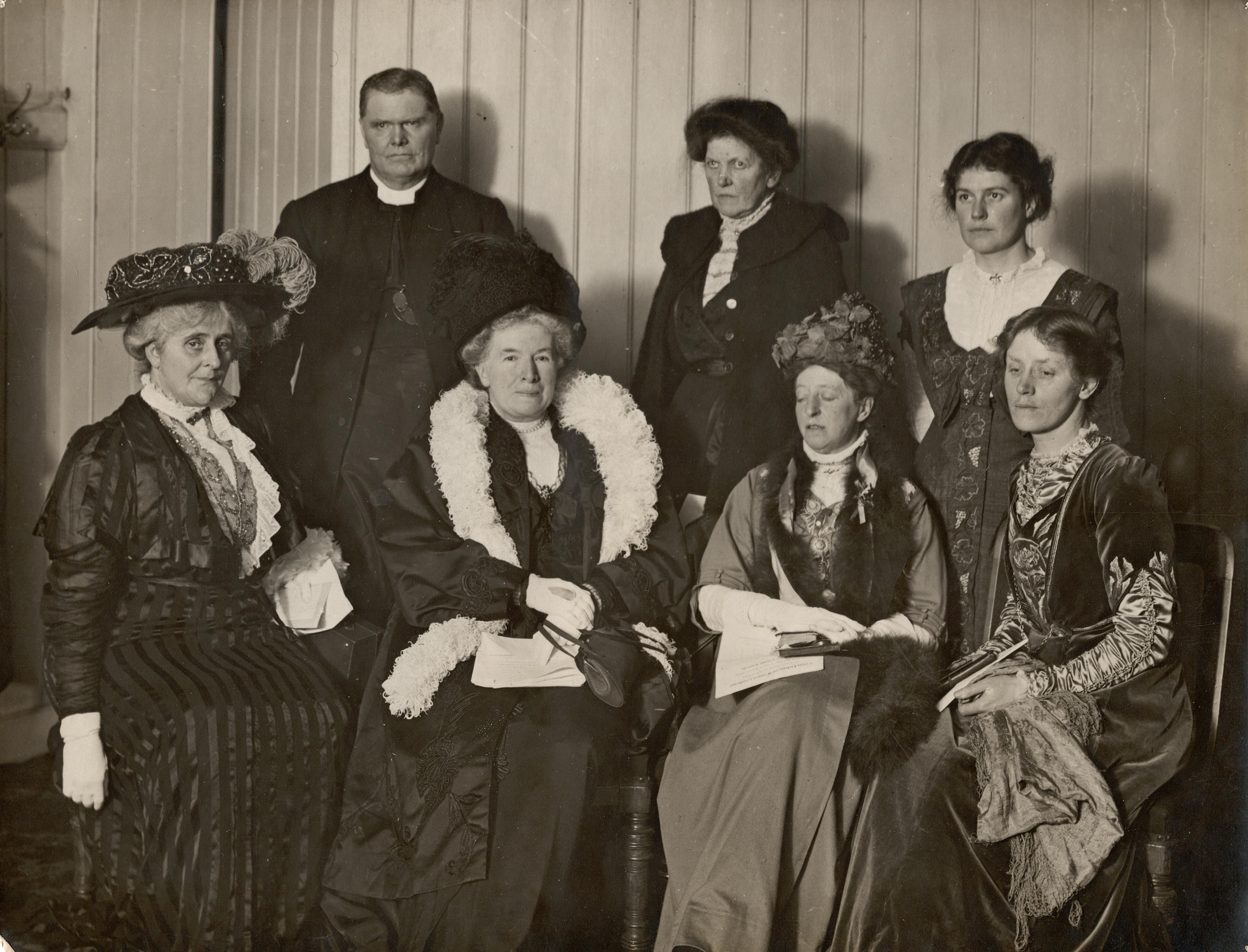
Un débat au Free Trade Hall entre suffragistes et anti-suffragistes. Ashton est troisième à partir de la gauche au premier rang.

En tant que membre du comité de santé publique de Manchester et présidente du sous-comité de la maternité et du bien-être de l'enfant, Ashton approuve les cliniques municipales pour les mères et les bébés et promeut le lait gratuit pour les bébés et leurs mères. Elle fonde en 1914 le Manchester Babies Hospital avec Catherine Chisholm.
Avec le déclenchement de la Première Guerre mondiale en 1914, Ashton fait partie de la minorité internationaliste qui se sépare du National Union of Women's Suffrage Societies et du mouvement suffragiste. Elle est signataire d'une lettre ouverte, Open Christmas Letter, un appel à la paix adressé aux femmes d'Allemagne et d'Autriche, publiée dans Jus Suffragii en janvier 1915. Elle fonde une branche de la Ligue internationale des femmes pour la paix et la liberté à Manchester.
En 1920, la Women's Farm and Garden Union crée un ensemble de petites exploitations en 1920 pour les femmes du Surrey. Les premiers bailleurs de fonds étaient Margaret Ashton qui apporte 5 000 £ et Sydney Renee Courtauld qui apporte 4 000 £.
Un comité commémoratif, créé en 1938, finance deux activités :
- Un siège à l'hôtel de ville de Manchester où son nom figure au revers.
- Une série de conférences biannuelles, organisée par l'université Victoria de Manchester, en alternance entre l'université et le conseil municipal de Manchester. La première conférence, sur les Victoriens, est donnée par Mary Stocks, principale du Westfield College, le 20 mars 1941.

Son nom et sa photo (ainsi que ceux de 58 femmes partisanes du suffrage féminin) figurent sur le piédestal de la statue de Millicent Fawcett sur Parliament Square, à Londres, dévoilée en 2018,,.
En 2019, Margaret Ashton est l'une des six femmes dont le nom est proposé pour une statue à Manchester. Mais, à l'issue de la consultation, Emmeline Pankhurst lui est préférée,.